# Rafael Barradas
Rafael Barradas (Montevideo, Uruguai, 4 de gener de 1890 - ídem., 12 de febrer de 1929) va ser un pintor uruguaià, fill de pares espanyols. Junt amb Joaquim Torres-Garcia, és un dels referents de la pintura d'Uruguai.

## Biografia
Va néixer a l'Uruguai, fill d'un extremeny i una andalusa. El seu pare, també interessat en l'art plàstic, el va introduir ja des de petit a la pintura, una cosa que, d'altra banda, despertaria la seva passió i el començament de la seva trajectòria com a artista de prestigi internacional.
En la seva joventut, Barradas s'uneix a un grup d'intel·lectuals de Montevideo, entre ells Florencio Sánchez i Emilio Frugoni. El 1913 funda el diari El Monigote, que combinava la sàtira amb l'art i la cultura de la societat uruguaiana d'aquest llavors. Uns mesos després, va realitzar el seu primer viatge a Europa, on va visitar alguns països com França, Itàlia i Espanya, decidint finalment residir en aquest últim durant la major part dels seus últims anys de vida.

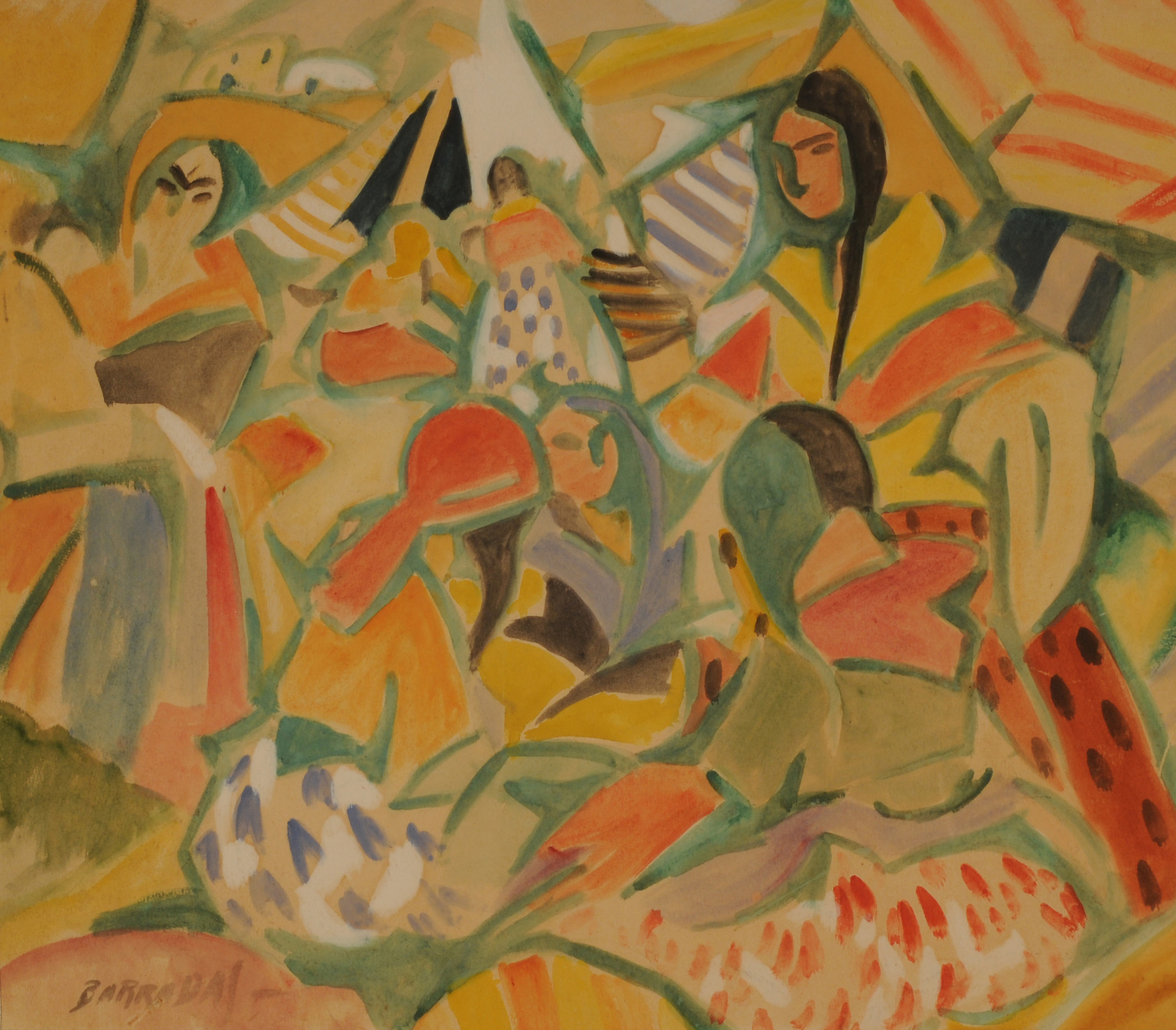
Campament gitano (1918)

En els anys que va viure a Barcelona, va conèixer Joaquim Torres-Garcia i, de forma conjunta, exposen moltes de les seves obres més il·lustratives a la Galeria Dalmau. El 1917, mentre continuava treballant a Barcelona, decideix viatjar a Madrid i, allà, exposa molts dels seus treballs més recents.
De nou a Catalunya, presenta la seva nova escola d'art estètic, a la qual va anomenar vibracionisme i de la qual, al costat d'altres seguidors, va ser el seu màxim exponent. Tanmateix, poc després, Barradas entra en el corrent estètica coneguda com l'ultraisme, on forma part activa a la redacció i configuració de pamflets i revistes d'aquesta escola de l'art contemporani d'avantguarda.
Poc després s'estableix a la capital espanyola, on rep nombroses ofertes laborals i treballa com a editor per a la Biblioteca Estrella. Integra, així mateix, un grup intel·lectual al Café Oriente de Madrid; lloc al qual acudien persones com García Lorca, Buñuel o Dalí. En aquella època, també coneix l'escriptor argentí Jorge Luis Borges i junts editen la revista Tableros.
Ja en l'ocàs de la seva trajectòria com a artista, Barradas opta per continuar una tendència més afí al realisme i pràcticament oposada a la que havia desenvolupat com un dels màxims exponents d'una escola que, en el seu temps, havia desafiat els límits de la raó i la sintonia.
El 1924 torna a Madrid, després d'haver viscut un any a Luco de Jiloca. Allà, edita a les revistes Espasa Calpe i Occidente. Immediatament després és condecorat amb el premi Grand Prix de París a l'Exposició Internacional d'Arts Decoratives i Industrials.
Uns mesos més tard es trasllada a l'Hospitalet de Llobregat, on va dur a terme una sèrie d'activitats de tint realista, vinculades a la fisionomía urbana catalana.
L'«Ateneíllo» de l'Hospitalet
Fou durant els anys de la seva estada a l'Hospitalet on, al seu entorn, i en el seu domicili, al carrer de Porvenir (avui Josep María de Sagarra) número 15, es formà la tertúlia o grup artístic i cultural conegut com l'«Ateneíllo» de l'Hospitalet.
El 1928 torna a la seva ciutat natal, Montevideo, on va morir el 12 de febrer de l'any següent, després d'haver rebut honors al Teatre Solís.